# Narcotic Thrust
Narcotic Thrust – brytyjski duet wykonujący muzykę house, powstał w 1996 z inicjatywy dwóch producentów Stuarta Crichtona i Andy’ego Morrisa. Nazwa jest anagramem stworzonym z imienia i nazwiska jednego z nich.
Rozgłos przyniósł im utwór „Safe From Harm” z gościnnym udziałem Yvonne John Lewis, piosenka ta osiągnęła pierwsze miejsce na liście Hot Dance Club Songs. Utwór ten znalazł się również na składance muzycznej wydanej przez Deep Dish. Kontynuacją światowej sławy był wydany w drugim półroczu 2004 singiel „I Like It”, który na liście Billboard Hot 100 debiutował na miejscu 83, a na liście UK Singles Chart osiągnął najwyższe notowanie plasując się na miejscu 9. W 2005 ukazał się singiel „When The Dawn Breaks” z wokalnym udziałem Gary’ego Clarka z grupy Danny Wilson. Rok później ukazał się kolejny singiel zatytułowany „Waiting For You”, gdzie swojego głosu udzieliła ponownie Yvonne John Lewis.

## Dyskografia
- 1996 „Funky Acid Baby”
- 2002 „Safe From Harm” (gościnnie Yvonne John Lewis)
- 2004 „I Like It” (gościnnie Yvonne John Lewis)
- 2005 „When The Dawn Breaks” (gościnnie Gary Clark)
- 2006 „Waiting For You” (gościnnie Yvonne John Lewis)